# Adhocracy
Adhocracy ist eine Web-basierte Open-Source-Software zur demokratischen Beteiligung für Organisationen und Institutionen. Entwickelt wurde sie von Friedrich Lindenberg im Rahmen seiner Bachelorarbeit und Martin Storbeck. Lindenberg arbeitete an dem Projekt von 2009 bis 2011; seitdem wird die Anwendung vom Liquid Democracy e. V. in Berlin gepflegt und auch als Software-as-a-Service angeboten.

## Funktion
Mit Adhocracy ermöglichen Organisationen und Firmen eingebundenen Personen die Partizipation an Entscheidungsfindungsprozessen mittels eines Online-Diskurses.
Durch vielfältige Einstellungsmöglichkeiten kann die Software individuell an die Bedürfnisse und Strukturen einer Gruppe – wie Parteien, NGOs, Unternehmen, Gemeinden oder staatliche Akteure – angepasst werden. Anders als in Foren können die Diskurse zu Abstimmungen führen, die auch zu verbindlichen Entscheidungen oder zu Handlungsempfehlungen führen können.
Auch können sich durch die einmalige Eingabe der aktuellen Beschlusslage einer Organisation – beispielsweise der Satzung, eines Programms oder einer Zukunftsstrategie – als Normenbasis die Abstimmungen immer auf den aktuellen Status quo der Organisation beziehen. Durch Berechtigungseinstellungen kann der Diskurs sowohl organisationsintern als auch -extern geführt werden.

## Delegated Voting
Die Software erlaubt, dass Nutzer nach dem Prinzip des Delegated Voting ihre Stimme themenspezifisch an andere Nutzer übertragen (auch Stimmdelegation oder Liquid Democracy genannt). Die Software sieht jedoch vor, die Möglichkeit der Stimmdelegation zu deaktivieren (was entsprechend als „Delegations are disabled“ bzw. „Delegationen sind inaktiv“ in der Benutzeroberfläche angezeigt wird). Von dieser Möglichkeit, das Delegated Voting bzw. die Liquid Democracy zu deaktivieren, wurde vielfach Gebrauch gemacht, unter anderem von der Partei „Die Linke“ sowie dem Beteiligungsprojekt zum Tempelhofer Feld. So kommentiert Tobias Hößl, Aktiver im Landesarbeitskreis Medien und Netzpolitik der bayerischen Grünen, dass das Delegated Voting bei den tatsächlichen Anwendungsgebieten von Adhocracy eine eher zweitrangige Rolle zu spielen scheine.

## Rezeption

### Anwendungsbeispiele
Aus der Liste der etwa 700 Projekte, die Adhocracy nutzen, zeigt diese Auswahl exemplarisch einige, über die überregional berichtet wurde:
- Enquete-Kommission Internet und digitale Gesellschaft (quasi-offizieller[19] Betrieb als externes Beteiligungsprojekt durch Verein Liquid Democracy e. V. in Kooperation mit der Kommission[20])
- SPD-Bundestagsfraktion der 17. Wahlperiode (als Beteiligungswerkzeug „Zukunftsdialog online“ bis 2013[21])
- Die Partei „Die Linke“[22] (temporär)
- Landeshauptstadt München: Munich Open Government Day (MOGDy)[23]
- Mehr Demokratie e. V. (temporärer Einsatz im Jahre 2010[24])
- Landesjugendring Niedersachsen (Erprobung der Integration der Software Adhocracy[25])
- Tempelhofer Feld[26]

### Vergleich mit anderen Plattformen
Beim Vergleich Digital Participation Tool Ratings von 30 Softwaretools für Partizipation und Bürgerhaushalte schnitt Adhocracy überdurchschnittlich ab (Platz 1 bei Betriebskosten, Platz 3: Hardwareanforderungen, Platz 11: Funktionsumfang, Platz 24: Barrierefreiheit, Platz 6: Ethik und Transparenz, Platz 18: Etablierungsgrad und Diversität der Nutzergruppen).